# クルマンジー
クルマンジー（クルマンジー: Kurmancî、英: Kurmanji Kurdish）は、クルド語の方言である。

## 言語名別称
- 北部クルド語
- クルマンチュ語
- Kermancî
- Kirmancî
- Kurdi
- Kurdî
- Kurmancî
- Kurmanji

## 方言
- Ashiti
- Bayezidi
- Boti (Botani)
- Hekari
- Marashi
- Mihemedî
- Shemdinani
- Shikakî
- Silivî

## 話者数
エスノローグ第17版を参照。
- トルコ - 15,000,000人（2009年）
- イラク - 2,800,000人（2004年）
- シリア - 938,000人（1993年）
- イラン - 350,000人（1988年）
- レバノン - 75,000人（2002年）
- アルメニア - 45,000人（2002年）
- グルジア - 40,000人（1991年）
- アゼルバイジャン - 20,000人（1989年）
- トルクメニスタン - 20,000人（1962年）